# Tribuna (časopis)
Tribuna je študentski časopis, ki s krajšimi in daljšimi presledki izhaja od leta 1951 in je večino svojega obstoja predstavljal glas kritičnosti in upora. Njen izdajatelj je Študentska organizacija Univerze v Ljubljani, prej Zveze socialistične mladine Slovenije, ki je v letu 2009, po enajstih letih zatišja, časopis tudi ponovno obudila. Skozi desetletja izhajanja je Tribuna bila deležna nenehnih sprememb v uredniški politiki, politični pripadnosti, (ne)študentskosti, globini teoretskih refleksij, žanrih, formatu, nakladi, oblikovanju in plačljivosti.

## Tribuna v obdobju od 1951 do 1960
Tribuna, list ljubljanskih študentov, je prvič izšla 8. decembra 1951. Nastala je skupaj s povojno študentsko organizacijo. Izdal jo je namreč iniciativni odbor Zveze študentov Jugoslavije ljubljanske univerze, visokih šol in akademij. V prvi številki je ta kolektiv sklical ustanovno skupščino izvoljenih predstavnikov, objavljen pa je bil tudi statut Zveze študentov Jugoslavije, krovne organizacije, ustanovljene istega leta v Beogradu.
Začetno obdobje Tribune je bilo najmanj konfliktno od vseh. Po vojni je nastopil čas, v katerem je bilo, vsaj za študente, najbolj pomembno opravljeno število udarniških ur (javna dela, op. p.) in ideološko politično usposabljanje. Nato se je politično ozračje nekoliko otoplilo in v drugi polovici rojstnega desetletja so bili objavljeni prvi bolj kritični članki. Kljub temu je vsebinska linija ostala precej jasna vsaj do začetka šestdesetih let, ko so objave začele kazati miselnost, primerno predvečeru leta 1968 in uverturi v seksualno revolucijo. Na koncu tega stopnjevanja je prišlo do opaznejšega preloma. Leta 1965 je Tribuno prevzel nov uredniški odbor, ki je vnesel več teoretskih vsebin in dvignil nivo pisanja.

### Uredništva Tribune v petdesetih
Nasledila je časopis Študentski list, ki je izhajal od 20. marca 1949. Iz ekipe Študentskega lista je prišel prvi urednik Tribune. To je bil Miloš Mikeln, takrat študent primerjalne književnosti in režije, danes pa upokojeni novinar in pisatelj. Glavni uredniki  so se večinoma menjavali letno. Leta 1952 je na mesto stopil Boris Mikoš, ki je v šestdesetih postal generalni direktor RTV, nato pa Primož Kozak, Bogdan Pleša, Janko Popovič (ki je ostal več let) ... Prve Tribune so sicer skope s podatki o uredništvu in piscih. Urednikov sprva sploh ne navajajo, pisci pa so precejkrat podpisani le s kraticami, prvimi imeni ali pa sploh ne.

### Forma Tribune v petdesetih
Linija časopisa se je v prvih devetih letih izhajanja spremenila. Časopis je grafično najprej ostajal na istem, pragmatičnem nivoju, toda v zadnjih treh letih so drznejši oblikovalski prijemi prišli do izraza in Tribuna je postala precej bolj razgiban medij. Prva številka je izšla na šestih straneh, potem pa so izdaje neurejeno variirale med 6, 8, 16 in 24 stranmi. V vsebini lahko opazimo večjo konsistentnost, predvsem kar se tiče pomembnosti, ki je dana določenim tematikam. Najmočnejša področja so bila mednarodno delovanje študentov, kultura ter ekonomski in družbeni položaj študentov na univerzah.

### Vsebina Tribune v petdesetih
Tribuna spada v skupino medijev iz bivše Jugoslavije, ki se jih drži sloves kritičnih, izzivalnih in protisistemskih občil (Tribuna, Mladina, Radio Študent), nekakšnih idealov novinarstva, na katere danes gledamo z nostalgijo. Vsaj za prvo desetletje to ne velja. Tribuna je takrat sicer odpirala vprašanja, ki so bila pomembna za družbo in študente, vendar pa se še ni dotikala tem, zaradi katerih je bila kasneje, tako kot Mladina, zaplenjena (JLA, jugoslovansko nacionalno vprašanje, Komunistična partija). Če je že dregnila, je dregnila nežno, primer: »Vodeče socialistične sile v naši deželi so pogumno in odkrito reševale nacionalno vprašanje in mnoge nove probleme s tem v zvezi, ki jih je pirineslo samo življenje in družbeni razvaj, posebno v zadnjih letih.« To je povezano tudi z gospodarskimi razmerami in povojnim vzdušjem v 50-ih. Kljub temu lahko v tem obdobju govorimo o kritičnem  časopisu, pomembnem predvsem za študentsko javnost in prek tega za celo družbo.
Na področje širše politike je Tribuna torej bolj malo kritično posegala. Kot se je v kasnejšem članku izrazil Simon Bizjak, je sledila pravi liniji. V prvi številki je bil na naslovnici objavljen izsek iz govora Josipa Broza Tita, večkrat se je razpravljalo o pravih socialističnih vrednotah, o odnosu komunizma in univerze, o »velikih nalogah in dolžnostih komunistov na univerzi (1958)«. Politično je bilo večkrat teoretsko, objavljene so bile razprave o aktualnosti Leninovih del in o socializmu kot o svetovnem procesu. Za dimenzijo političnosti imamo lahko tudi pogoste reportaže z udarniških akcij in delovnih brigad. Sicer si je uredništvo prizadevalo za politično aktivacijo študentov, kar so označili za »boj proti apolitičnosti in za pravilno pojmovanje socialistične demokracije ter prizadevanje za poživitev političnega propagandnega dela na univerzi«. S tega področja je zanimiv članek, ki je bil narejen na podlagi ankete, izvedene med študenti. Vprašanja so se glasila:
- Razmišljaš kdaj o sebi in o družbenih moralnih  vprašanjih? Do kakšnih zaključkov prideš?
- Katera vrednota ti v življenju največ pomeni? Zakaj?
- Kaj zahtevaš od življenja?
- Kaj ti pomenijo politika, kultura in umetnost? Česa v njih iščeš?
- Kakšna je tvoja generacija, kako bi jo označil?
- Kaj hočeš od svojega življenja?
- Kaj vidiš v naslednjih življenjskih in moralnih vrednotah: svoboda, skupnost, borba?
- Kako gledaš na svoj bodoči poklic in delo?
- Kako pojmuješ svoje mesto in poslanstvo v družbi?

Zelo močna je bila medštudentska in mednarodna komponenta. Tribunaši so postavili stalne rubrike o dogajanju po univerzah v Jugoslaviji in po svetu. Najdemo lahko reportaže o izmenjavah. Objavljali so tudi izseke iz drugih jugoslovanskih študentskih časopisov. Praktično v vsaki številki je bila reportaža s kake tuje univerze (Cambridge, Finska), pogosti so  bili tudi članki o problemih študentov v drugih državah (Izrael, Japonska,  problemi črnskih študentov v ZDA, vzhodnoafriški študentje in politika). Leta 1954 so uvedli rubriko »Zahteve študentov po svetu«.
Še več prostora je zavzemalo aktualno dogajanje na področju univerze in študentskega življenja. Veliko je člankov o Zvezi študentov Jugoslavije in njeni ljubljanski podružnici. Vedno znova najdemo poročila s sej, vabila na dogodke in podobno. Pisci so spremljali spremembe v zakonodaji, sklepe univerzitetnih organov in probleme na posameznih fakultetah. Več člankov je bilo posvečenih štipendijam in stroškom življenja v prestolnici, vlogi države pri zagotavljanju pogojev za študij ipd. Dotikali so se tudi globljih tematik, na primer svobode študija na univerzi, vloge študentov pri soodločanju in vloge študentov v družbi. V enem od člankov iz leta 1959 pisec odpre danes aktualno razpravo o študentih kot produktih univerze, ki naj bi jih ta oblikovala v intelektualce. Podobno aktualen je tudi članek iz leta 1954, ki govori o »brezposelnosti in hiperprodukciji inteligence«. Ekonomski vidik življenja študentov je bila sicer splošno prisotna tema: »Študentske menze in domovi naj bodo socialne ustanove in ne gospodarska podjetja!«
Še ena močna tematika je bila kultura – od krajših novic do recenzij gledaliških del in teoretičnih člankov. Gledano v celoti je bil nabor tem s tega področja pester. Najdemo predstavitve raznih kulturnikov – pesnikov, igralcev pa tudi preminulih mojstrov – na primer Ivana Cankarja in njegove drame Hlapci. V drugi številki je bila obsežna sekcija posvečena teoriji in praksi filmske umetnosti. Objavljeni so bili tudi deli knjig in poezija.

### Žanri Tribune v petdesetih
Žanrsko je bila zgodnja Tribuna konvencionalna. Toda to ne pomeni, da je sledila načelu objektivnosti. Sicer so se objavljala klasična poročila, intervjuji in reportaže, toda striktno informativnih člankov je bilo v primerjavi z interpretativnimi malo. Tudi komentar kot žanr je bil prisoten. Nekajkrat je bil organiziran v polemiko, ko sta si dva pisca na isti strani izmenjavala mnenja o določeni tematiki, npr. Jože Pučnik in Alojz Bibič o pravu in morali (1957). Opazne so tudi interaktivne vsebine. Tribuna se je namreč ponujala, da za bralce poizve o tem in onem. Bralci so pošiljali vprašanja, pisci pa so se zanje pozanimali in informacijo objavili. Sem in tja je bilo zaslediti poziv tistim, ki bi želeli sodelovati pri ustvarjanju Tribune: »Dopisujte v Tribuno!«

### Grafika Tribune v petdesetih
Časopisi so na splošno delovali strnjeno, z veliko teksta in majhnimi fotografijami. Naslovnica je imela klasično postavitev z glavo, kjer so bili ob velikem črnem napisu Tribuna navedeni dan in kraj izida, letnik ter zaporedna številka izdaje. Sprva so bile izdaje črno-bele, toda že v četrti številki prvega letnika je bila glava rdeča, prav tako tudi nekateri naslovi. Ustvarjalci so kmalu opustili črte med stolpci teksta in povečali razmik med njimi, kar je olajšalo branje. V oči padejo tudi naslovi, ki nimajo skupnih značilnosti, pač pa so večinoma v različnih pisavah, debelinah in tehnikah. Leta 1953 se pojavijo prve karikature. SIcer pa je za Tribuno prelomno leto 1957. Takrat pride do precejšnjih razlik v oblikovanju. Prva stvar, ki bralcu pade v oči, je poigravanje z naslovnico. Glava se večkrat prestavi po strani in spreminja obliko. V 18. številki sedmega letnika sta na naslovnici na primer le veliki T in A, ki vsak v svojem kotu objemata manjkajočega RIBUN. Precej večji pomen dobi ilustracija. Pojavljajo se portreti oz. karikature intervjuvancev, v eni od številk iz leta 1958 (17/18) izide polstranska pesem, ki je ilustrirana in se prepleta z grafiko. Na naslovnici naslednje številke najdemo skoraj celostransko ilustracijo mladeniča in njegove mame. Tudi fotografije proti koncu desetletja sem in tja prerastejo vlogo, ki jo imajo kot spremljevalke teksta. Nekaj fotografij je objavljenih okroglih, dve sta obrnjeni narobe, večkrat presekajo kakšen stoplec teksta ali pa celo naslov. Kljub vsemu pa govorimo o precej redkih prijemih. Predvsem so jih uporabljali ob posebnih izdajah, kot je že prej omenjena 18. številka sedmega letnika, ki je bila izdana ob letni skupščini Zveze študentov Jugoslavije.

## Tribuna v obdobju od 1960 do 1970

### Graditelji socialistične domovine (1960–1965)
Tribuna je v tem obdobju izrazito socialistično pravoverna. Mladina in študentje so obravnavani kot najbolj progresivna sila pri gradnji socializma. Tribuna to vlogo reflektira in poudarja. Značilni naslovi tega obdobja so: Zavestne sile socialistične politike na vasi, Mladina se vrača v družbeno prakso, Premalo načrtne vzgoje, Vloga komunistov v brigadah. Na bralce pa se uredništvo obrača s sledečimi izjavami: »Z letošnjim letom vstopa Tribuna že v enajsto leto svojega izhajanja. V tej dobi je pomagala razvijati in krepiti sistem visokega šolstva in reševati probleme, ki jih vsak tak razvoj nujno poraja. Sodelovala je pri vseh akcijah Zveze študentov, skušala je biti Tribuna mnenj mlade inteligence za izražanje lastnega mnenja, iskala je novih poti pri reševanje študentovske problematike. Z vsakim letom se je njena odgovornost večala, večal pa se je tudi krog njenih bralcev« (9. 3. 1961). 

### Budno spremljanje mednarodnega dogajanja
Močan poudarek je na mednarodnem dogajanju. V času, ko so se mnoge afriške in azijske države osamosvajale in bíle narodnoosvobodilni boj, je Tribuna dogajanje vneto spremljala, s temi boji odkrito simpatizirala in o njih tudi intenzivno poročala. V luči tega je bil močan vsebinski poudarek tudi na novo nastajajočih univerzah v bivših afriških in azijskih kolonijah, o življenju študentov na njih in o izzivih, s katerimi se soočajo.
Kot primere tega lahko navedemo sledeče naslove: Univerza naj odpre pot nacionalni revoluciji, Problem, velik kot kontinent (o študiju in študentih v Afriki), Diktatorji, univerzitetna refoma in študentje – študij in študentje v Južni Ameriki, Nove univerze v arabskem svetu, Neodvisnost kolonializem in študentje, Državni udar in študentje, Naše korenine so v naši revoluciji – študentsko gibanje v Mehiki. To privrženost antikolonialnemu boju je treba razumeti tudi v kontekstu gibanja neuvrščenih, skupine držav, ki se niso deklarirale ne za kapitalistični Zahod ne za sovjetski Vzhod, temveč so iskale lastno politično suverenost. Skupaj z egiptovskim voditeljem Naserjem in indijskim Nehrujem je bil Tito vodilna figura in simbol tega gibanja. Vendar rubrike, posvečene mednarodnemu dogajanju, niso obravnavale zgolj problematike tako imenovanega tretjega sveta, temveč so se ukvarjale tudi z mnogimi drugimi pojavi.
Tako lahko zasledimo močan poudarek na študiju v ZDA, o katerem je v tem obdobju objavljena tudi serija reportaž prvih jugoslovanskih oziroma slovenskih študentov, ki so se podali na ameriške univerze. Objavljene so tudi številne reportaže o študiju v Sovjetski zvezi in primerjave študija ter študentskega življenja v različnih mestih in državah Evrope. Posebnega poudarka pa so deležne reportaže iz univerz širom Jugoslavije (Zagreb, Skopje, Novi Sad, Beograd, Sarajevo).

### Problemi visokega šolstva
Temeljni vsebinski sklop, ki v tem odobju izrazito zaznamuje Tribuno, je tudi problematika visokega šolstva. Univerza in visokošolski študij sta obravnavana z vso resnostjo in potreba po reformah in izboljšavah praktično ne izostane v nobeni številki. Univerza je razumljena izrazito instrumentalno in ideološko, je tista institucija, ki mora skrbeti za izobražene kadre, da bodo socialistično ozaveščni in kot taki sposobni prispevati h graditvi domovine Jugoslavije. Značilni naslovi, ki pričajo o tej usmeritvi, so: Pomembne naloge pred komunisti na univerzi,  Prizadevanje za preobrazbo študija in doseženi rezultati.

### Kulturne strani
Poleg stalnega spremljanja družbenega in političnega dogajanja doma in v tujini zmeraj večjo pozornost namenjajo tudi kulturnim vsebinam. Za višjo kulturo in moralo v odnosih med ljudmi, O humanističnih koncepcijah v sodobni slovenski književnosti, Mala panorama študentovske poezije, O kulturnem življenju na univerzi, Umetnost je prav tako potrebna kot kruh, Muzikologija, mlada veda pred razmahom so nekaterih izmed naslovov, ki se pojavijo v tem letniku. Poleg tega obstaja rubrika, ki je v celoti posvečena jazzu, v rubriki Predstavljamo pa je objavljen portret Nika Grafenauerja. V tem obdobju je v Tribuni objavljena tudi sodba, ki je doletela Vladimirja Gajška zaradi širjenja verske nestrpnosti s pesmijo Sveta družina, ki je bila prav tako objavljena v Tribuni.
V Tribuni je veliko različnih in razgibanih rubrik, tudi humoreske in karikature so v tem obdobju izrazito prisotne. Rdeča nit slednjih je študentska prehrana oziroma menze, katerih satira se vleče iz številke v številko. Ta kritika je presenetljivo podobna tej, ki jo študentje ob subvencioniranem obedovanju izrekajo še danes.
Tribuna poleg že omenjenih tematik predstavlja tudi socializatorski faktor mladine, predvsem študentov, ki šele začenjajo s študijem. Zato objavljajo prispevke in reportaže iz brucovanj, delovnih brigad, mednarodnih seminarjev in konferenc. Seveda pa je vse našteto še zmeraj izrazito prežeto s socialistično ideologijo (Naloge študentov v borbi za dvig kvalitete družbeno-političnega in strokovnega dela). Vse našteto dokumentira tudi Joco Žnidaršič, ki je v tem času urednik fotografije pri Tribuni.
V Tribuni pa spremljajo tudi novice drugih študentskih časopisov po bivši Jugoslaviji (Student – Beograd, Studentski list – Zagreb, Naši dani – Sarajevo, Index – Novi sad).

### Prve finančne zagate
Tribuna se začne soočati s prvimi finačnimi težavami, ki jo še toliko bolj pestijo v prihodnje. Sredstva ji zmanjšajo in za razliko od drugih študentskih časopisov širom Jugoslavije, ki dobivajo po 30 milijonov dinarjev, jih Tribuna dobi samo 8, obseg v tem času je le 8 strani.
20. 10. 1965 je v 3. številki letnika  na naslovnici objavljeno:
Pojasnilo naročnikom in bralcem: »Med ljubljanskimi študenti je povzročilo precej negodovanja dejstvo, da so se morali ob vpisu na večino fakultet in visokih šol obvezno naročiti na Tribuno. Uredništvo se zaveda, da je ta dodatni in mogoče nepričakovani izdatek precej neprijeten za večino študentov, posebno v njihovi sedanji denarni in sploh socialno-ekonomski stiski. Prav tako menimo, da smo dolžni upravičiti in obrazložiti to administrativno določilo, saj je Tribuna doslej z veliko vnemo napadala razne administrativne postopke na najrazličnejših področjih.« 

### Ima Tribuna sploh kakšen smisel?
V vsem tem času se odvija tudi intenzivna samorefleksija poslanstva Tribune, uredništva organizirajo javne tribune, okrogle mize, javne debate o tem, kakšna bi morala biti Tribuna, komu bi morala biti namenjena ipd.
3. 11. 1965 v 5. številki letnika je denimo objavljen sledeč poziv: »ZBOR TRIBUNE: Novembra bo prvi letošnji zbor Tribune. Govorili bomo o tehle vprašanjih: OGROŽENO IZHAJANJE LISTA. Ker smo zbrali manj kot polovico pričakovane naročnine, je obstoj Tribune v resni nevarnosti. razen tega je na nekaterih fakultetah list obvezen, drugod pa ne, kar je krivično. KAJ GOVORI ZA NOVI KONCEPT IN KAJ PROTI NJEMU? V prvih štirih številkah smo izoblikovali koncept, ki je nekoliko drugačen od lanskoletnega. Nekateri so nove prvine v usmeritvi lista pozdravili, drugi pa so jih precej ostro kritizirali. To se pozna tudi v razmeroma majhnem številu sodelavcev. kako naprej? Če hoče Tribuna ostati kritina in angažirana, kot je bila včasih, mora v njej sodelovati čim več študentov; list bo opravičil svoj obstoj, če bodo njegovi sodelavci prizadeti in prizadevni. Poleg tega mora uživati široko ljudsko podporo svojih bralcev. Te pogoje pa lahko izpolnimo le z DEMOKRATIČNIM OBLIKOVANJEM USMERITVE IN STVARNE VSEBINE TRIBUNE. K temu največ prispevajo ZBORI TRIBUNE, ki bodo tudi v prihodsnosti stalen način dela pri listu.« 
Milan Pintar pa se v tekstu Tribuni na pot sprašuje: »Ali ima Tribuna sploh kakšen smisel? Za koga?« in si odgovarja: »/.../Tribuna predstavlja torej način vstopanja in osveščanja, način revolucioniranja. Predstavlja družbeno relacijo obstoječega in nastopajočega. V tem je njen smisel. V tem je tudi njen program: nastopajoča inteligenca kot del nove generacije predstavlja napad na staro povsod tam in predvsem tam, kjer so pozicije starega najšibkejše, kjer obstajajo boleči družbeni problemi, ob katerih se je skrhala moč družbenih sil, ki zdaj kažejo njihovo nemoč in nesposobnost.« (6. 10. 1965) 
Že v tem obdobju se začnejo pojavljati dileme o tem, kakšno poslanstvo bi morale imeti mladinske organizacije:
»O mladinski organizaciji in o mladini se je dosti pisalo. Predvsem o mladini, pojmu, ki predstavlja mnogo bogatejši spekter družbeni silnic, kot pa je to mogoče zajeti s pojmom mladinske organizacije. Čeprav je razlika objetivno pogojena, gre vendarle še za nekaj drugega: družbene vsebine pojmov mladinske organizacije in mladine niso bile nikoli tako močno razklane kot danes.«
»Zapisane misli same po sebi še ne pomenijo realizacije tistega cilja, ki mu skušajo slediti: način in smisel organiziranja v mladinski organizaciji prilagoditi potrebam in progresivnim tendencam v mladinski organizaciji in revolucioniranju družbene prakse nasploh. Razmišljanje o tako pomembnih vprašnjih nadaljnjega organizacijskega razvoja Zveze mladine pogujujejo nujnost najširšega opredeljevanja, ki se naj usmerja v konkretno spreminjanje obstoječe organizacijske strukture.« Rudi Rizman (Dileme ZMS, 2.3.1966, št.15) 

### Maj 68 (1965–1970)
Pojavljajo se intenzivnejše razprave o prihodnosti in vsebini Tribune ter klasične dileme o vsebinski usmerjenosti. Naj bo Tribuna namenjena zahtevnejšemu bralstvu ali pa naj se trudi zadovoljevati povprečen okus? Rubrika Pisma (pisma bralcev) v tem času vedno bolj prosperira, bralci z uredništvom intenzivno polemizirajo tako v pozitivnem kot negativnem smislu. Veliko ogorčenje izzove tudi tako imenovana vizualna poezija, katere protagonist je med drugim tudi Matjaž Hanžek. V luči teh polemik je na naslovnici objavljen članek Uresničevanje Tribune, quo vadis Tribuna, v katerem Rudi Rizman zapiše sledeče:
»Tribuna je v zadnjih letih in po prelomu s prejšnjo sentimentalno-zabavno orientacijo igrala pomembnejšo družbeno (kritično) angažirano vlogo, še posebej v okviru univerze. Takšna ugotovitev izhaja iz tistega konceptualnega izhodišča Tribune, ki trdi, da bi uresničevanje zgolj študentskega ali družbenega interesa pomenilo hkratno zanikanje obeh. Pot Tribune je tedaj v socializaciji izvirnega študentskega interesa. Seveda tu ni  in tudi ne more biti povsem skladnega pokrivanja enega z drugim, v kratkem obdobju pa je še manj mogoče ugotoviti, kateri izmed obeh interesov je bližji dejanskemu razmerju materialnih in idejnih problemov na univerzi.« Rudi Rizman (22. 2. 1967, št. 12) 
Sicer uredniška politika zmeraj bolj favorizira teoretske prispevke in bralci Tribune so na tekočem z zadnjo teoretsko produkcijo. Pri tem je zmeraj večji poudarek na francoskih avtorjih oziroma strukturalistih (Foucault, Derrida, Lacan. Vzporedno s tem se povečuje zanimanje tudi za avtorje frankfurtske šole Adorno, Marcuse, Horkheimer. V Tribuni objavljajo prevode avtorjev iz obeh glavnih struj tega obdobja.
Objavljena je izjava univerzitetnega odbora oziroma odbora za podporo Russellovem sodišču (to preiskuje vojne zločine v Vietnamu). Bertrand Russell odgovori in se zahvali Tribuni za podporo – objavljeno na naslovnici. Tudi sicer Tribuna v tem obdobju intenzivno spremlja dogajanje v vietnamski vojni in 20. december razglasi za dan solidarnosti z vietnamskim ljudstvom. Nekateri naslovi v teh letih: Vietnam – bolečina sodobne mladine, vsakdo je odgovoren za sedanjost, Predstavnika univerzitetnega odbora sta bila pri tovarišu Stanetu Kavčiču, Teze o Vietnamu kot resnici sveta, 50-letnica oktobrske revolucije.
V turbolentnem letu 1968 (okupacija Češkoslovaške, maj 68 v Franciji) tudi v Tribuni intenzivno spremljajo dogodke in o njih poročajo (Študentska gibanja v Evropi, Študentsko gibanje na poti). Objavljenih je tudi nekaj majskih tez, ki so jih formulirali študentje v Parizu:
»Mi smo priviligirani, ne ekonomsko, temveč zato, ker imamo čas in možnost, da se zavemo našega stanja in stanja družbe, v kateri živimo. Ukinimo te prvilegije in omogočimo vsem, da bodo na ta način privligirani. Mi smo odrasli, mi smo delavci, mi smo odgovorni. MI SMO DELAVCI KOT OSTALI, MI SMO INVESTICIJA, MI SMO DRUŽBENI KAPITAL. Ne dovolite, da nas imajo za parazite. Nočemo biti mamini sinčki, nočemo biti ekonomsko odvisni, nočemo biti mladoletni. Študentje, mi smo »lumpenproletariat« potrošniške družbe. Sprejmimo svojo zgodovinsko funkcijo. Ukinimo sebe in s seboj vse »lumpenproletarce«. Revolucija ni samo v tem, da dobimo še nekaj predavateljev in nekaj novih predavalnic. To ne bi spremenilo naše situacije v družbi, ker je naše stanje samo proizvod obstoječe Države in Družbe v celoti. Študentje odklanjamo dialog, ki je namenje gluhim.« (5. 2. 1969, št. 8) 
V Tribuni v tem obdobju objavijo tudi serijo člankov, ki poskuša misliti študentske upore v Jugoslaviji sami oziroma kot zapišejo: »V nekaj zaporednih prispevkih bomo na tem mestu objavili poizkus približnega opisa v priložnostne razlage dogodkov, ki so se odigrali v prvih dneh lanskega junija. To pisanje ima prvenstveni namen vzpodbuditi k resnejši analizi študentskega nemira in prinaša nekatere ideje za študentsko gibanje. Neskladno z avtorjevo ambicijo pa bi bilo same te članke ocenjevati kot analizo. Do naslova celotnega gradiva je prišlo skozi razmišljanje, kako duhu ustrezno prevesti najpopularnejšo parolo lanskega leta, katere avtorji so francoski študentje: bodimo realisti, zahtevajmo nemogoče! Predvidevamo, da se resnično tu nekje v bližinai nahaja središčni problem novih političnih tokov. Toda nam se vsiljuje zelo nenavaden prevod tega gesla. Zdi se nam, da je treba reči: bodimo nemogoči in zahtevajmo realizem! Morda je to naš manifest in z naslovmom se zavezujemo, da bomo razidkovali v teh smeri.« (Realnost in utopija, 5.3.1969, št.10) 

## Tribuna v obdobju od 1970 do 1980
V tem času več ne moremo več govoriti o Tribuni kot o všečnem partijskem glasilu. Objavljene vsebine postajajo zmeraj bolj heretične in tudi oblikovna podoba je zmeraj bolj radikalna. Nedvomno je v tem oziru ena najvidnejših pridobitev uredniškega odbora nov likovni urednik Kostja Gatnik. Oblikovanje Tribune v tem obdobju se dvigne na povsem novo kakovostno raven. Vsaka številka ima nov inovativen prelom, barvna skala se nenehno spreminja, motivi in način ilustriranja pa so v vsaki številki drugačni in zmeraj bolj provokativni. Prvič je objavljen tudi strip Magna Purga.
Skupaj z novo, revolucionarno podobo se v novem desetletju zaostri tudi uredniška politika. Namesto splošnega novičarskega pristopa, ki je tekom šestdesetih let študente informiral tako o problematiki visokega šolstva kot družbe nasploh, obenem pa ponujal različne vrste reportaž, je zdaj veliko večji poudarek na teoretski refleksiji in analizi. Namesto partijske pravovernosti, v luči katere Tribuna ni predstavljala večjih problemov za vladajočo nomenklaturo, se zdaj pojavljajo bolj radikalne vsebine, ki segajo preko obstoječe politike in terjajo radikalnejšo politiko.
Pri vsem naštetem je paradoksalno to, da se številke skoraj shizofreno spreminjajo. Medtem ko je ena narejena po novi, povsem radikalni podobi, je že naslednja spet bolj klasična. Zdi se, kot da bi se nov koncept šele rojeval, medtem ko stari še ni povsem umrl. V tem obdobju za Tribuno piše več mladih teoretikov in kulturnikov, ki kasneje postanejo izredno uveljavljeni (Mladen Dolar, Lev Kreft, Jaša Zlobec, Darko Štrajn, Tomaž Šalamun, Slavoj Žižek, Vladimir Gajšek in drugi).
Burno študentsko dogajanje v poznih šestdestih še zmeraj terja refleksijo in Mladen Dolar o tem razmišlja na sledeč način: »Mislim, da je prva bistvena opredelitev našega študentskega gibanja v tem, da je v zapleteni jugoslovanski situaciji morda edino, ki razgrinja vprašanje v tej luči, ki torej postavlja pod vprašaj totaliteto (eno bistvenih lastnosti marksistične analize). Študentsko gibanje tvorimo danes ljudje iz prvih povojnih generacij, ljudje torej, ki neobremenjeni z dediščino preteklosti in z apologetiko sistema lahko jasno vidimo, da revolucija ni izpolnila tega, kar je oblubljala, in da je tudi v našem sistemu prisotna neka osnovna konstrukcijska napaka. Delavski razred pri nas je nacionalno razbit, blokira ga vedno večje izdeljevanje v tujino, dalje včasih že skoraj rasistično gledanje na ekonomsko emigracijo iz nerazvitih krajev in tudi takšno samoupravljanje, ki se v praksi sprevrže v element manipulacije.« Mladen Dolar, (10. 10. 1971, št. 1) 
V tem času ob obisku Tita v Iranu uredništvo objavi tudi odprto pismo Titu, v katerem uredništvo polemizira s smiselnostjo in problematičnostjo takšnega obiska. V naslednji številki sledi zapis: »Opravičujemo se vsem naročnikom, ki niso prejeli tretje številke našega lista. Bila je namreč zaplenjena zaradi članka Pavleta Kristana (Odprto pismo Titu). V obrazložitvi odločbe o začasni prepovedi razširjanja in razmnoževanja te številke »Tribune« okoržni javni tožilec ugotavlja, da so trditve pisca iznešene na žaljiv način, ki objektivno žalijo čast in odbor, ime predsednika SFRJ Josipa Broza Tita in se pri tem sklicuje na člen 52., tč. 7 Zakona o tisku in drugih oblikah informacij (Ur. l. SFRJ št. 45/65). Pri tem javni tožilec citira daljše odlomke iz zadnjih odstavkov inkriminiranega pisma. O tem bomo obširneje poročali v naslednji številki.« (8. 11. 1971, št. 4) 
Kljub kritiki domače, socialistične oblasti teksti ostajajo pravoverno levičarski. Uredništvo leta 1976 s trdim marksističnim peresom kritizira Miltona Friedmana, prejemnika Nobelove nagrade. V članku Revolucionarni Nobe-lovec je profesor iz Chicaga proglašen za »revolucionarja, ki je svojo revolucionarno oziroma apologetsko znanost kapitala realiziral v fašističnem Čilu, in zaradi česar si je ob tej vsekakor sijajni zmagi kapitala nad čilskim ljudstvom, kateri pomaga tudi njegova »svobodna« znanost, prislužil nagrado svetovne buržuazije, ki jo drugače imenujemo Nobelova nagrada« (Tribuna 1976).
Še isto leto se Tribuna podrobneje loti takrat zelo aktualne razprave o statusu koroških Slovencev in jo obravnava s stališča historičnega materializma in zgodovine razrednih bojev: »Samo takšna dosledna zgodovinsko-radikalna pozicija je sposobna dati jasen vpogled v družbene razmere v Avstriji, predvsem pa je sposobna graditi odnos do boja koroških Slovencev skozi prizmo razrednih bojev kot tiste osnove, na kateri bazira vsa človeška zgodovina od praskupnosti naprej, posebej pa zgodovina najbolj razvite družbe, za katero je značilno protislovje med delom in kapitalom in v kateri igra kapital dominantno vlogo in v kateri ima delo, preko svoje personifikacije proletariata in njegove revolucionarne prakse, vlogo negacije kapitala in samega sebe« (Tribuna 1976).
Tribuna proti koncu sedemdestih svojo marksistično pozicijo še dodatno radikalizira. Priča smo številnim interpretacijam marksističnega nauka, prevodom tekstov Lenina in Maa Cetunga in izpisovanje parol »Naj živi proletarska revolucija«. Časopis tako doseže teoretski vrhunec, svojo formo nedogmatske interpretacije kanoniziranih vednosti in ideologije samoupravnega socializma pa prižene do skrajne radikalizacije, kar se vidi tudi v številnih neposrednih konfliktih s takratnimi varuhi javne besede. Leta 1979 pa ob 60-letnici Komunistične partije Jugoslavije izda Komunistični manifest v stripu.
Po tem obdobju je Jugoslovanska oblast vedno bolj pazljiva na vsebine, ki se objavljajo v Tribuni, zaplembe in cenzure pa postajajo vse pogostejše. Vzporedno s tem pa v očeh javnosti Tribuna dobiva zmeraj večjo veljavo in ugled kot uporniški medij in glasnik mlade generacije.

## Tribuna v obdobju od 1980 do 1990

### Prvi polčas (1980–1984)
Tribuna na pragu osemdesetih z vso močjo nadgrajuje diskurz, ki ga je vzpostavljala vse tja od sredine šestdesetih let dalje. Do leta 1984 je ena izmed glavnih značilnosti časopisa ravno uporaba znanstvenega in poljudnoznanstvenega uvida, ki se v prvi vrsti poslužuje pojmov iz malhe marksističnega konceptualnega aparata. Tribuna namreč vzpostavi vrsto pomembnih družboslovnih analiz aktualnega stanja tako na lokalni kot globalni ravni – npr. izčrpne analize ob gibanju solidarnost na Poljskem – ki skušajo vzpostavljati kontrapunkt uradnim političnim in medijskim tolmačenjem družbene stvarnosti. Mednarodno dogajanje v tem obdobju v izrazito teoretskih traktatih premeri Milan Balažic. Dasiravno je ena izmed poglavitnih tematik, ki jih v tem času naslavljajo predvsem teoretsko, vprašanje razrednega boja – in za takratno oblast nevščečno dejstvo, da se slednji bije tudi v socialističnih državah – pa se v tem obdobju kot sila pomembne tematike pojavljajo tudi problem energetike in ekologije, pomen znanosti za družbo, proti sredini osemdesetih pa tudi že vzhajajoči nacionalizem znotraj Jugoslavije.
Ključna poteza, s katero Tribuna v teh letih na pomemben način odpre javno razmišljanje onkraj vladajočih miselnih zidov, je tako v tem, da gradi alternativno tolmačenje marksistične teorije, ki v svojevrstni interpretaciji še vedno predstavlja dogmatiko predvladujoče ideologije socialističnega samoupravljanja. Prav tako kritiko oblasti pogostokrat iniciirajo s sprevrnjeno uporabo diskurza, ki ga uporablja sama oblast – npr. v znanstveni maniri razpravljajo o pomenu samoupravljanja, njegovi neuresničitvi in dejanski zahtevi. Ker se zaradi zaprtosti jugoslovanskega javnega razpravljanja kaže ponujanje alternativne vednosti kot nuja, v Tribuni objavljajo tudi številne prevode in/ali razprave svetovno znanih mislecev. Poleg publiciranja Marxovega teksta H kritiki politične ekonomije, Kvalejeve Kapitalistične blagovne produkcije in izobraževanja kmalu začnejo prevajati nekatere spise francoskega teoretskega psihoanalitika Jacquesa Lacana ter številne razprave o znanosti ter ekologiji.
Zavoljo vzpostavljanja alternativnega, predvsem pa kritičnega razmišljanja je Tribuna vseskozi pod budnim očesom partijske oblasti. V letu 1983 jih Šetinc obtoži, da zmaličujejo marksistično teorijo in potvarjajo zgodovinska dejstva, na kar se v Tribuni ostro odzovejo, predvsem takratni urednik Aleš Debeljak. Nasploh se v letu 1982/83 jugoslovanska oblast znova večkrat posluži preverjene metode cenzure. Zaradi Odprtega pisma predsedniku SFRJ se na primer prepove  izdaja 11./12. številke. V naslednjih številkah sledi buren odziv, ki pa ga znova v večini postavijo na teoretsko raven, skozi katero prevprašujejo pomen svobode tiska in govora. Marcel Štefančič skuša stvar zajeti predvsem skozi lacanovsko psihoanalizo, Branko Koderman pa npr. skozi marksistično-psihoanalitski pogled.
Ena izmed najbolj prisotnih tematik, ki se v tem času pojavlja v vsaki izdaji, je problem izobraževanja, avtonomije univerze in delovanje mladinski institucij (UK ZSMS). Četudi polje izobraževanja in univerze pogostokrat premerijo skozi teoretični pogled, pa je glavna značilnost predvsem ta, da situacijo vseskozi politizirajo, to pa ni le pokazatelj političnega tistka, marveč tudi načina mišljenja ter spodbujanja k družbenim spremembam. Ker se v Jugoslaviji od sedemdesetih let vsake toliko sprožajo spremembe v načinu izobraževanja, lahko v tem obdobju v Tribuni zasledimo številne razprave, odzive, pozive, alternativne preglede, objave dokumentov, ki naslavljajo ravno tovrstne spremembe. Kot svojevrstno kategorijo pa bi lahko izluščili pisanje in odnos do UK ZSMS, saj je na tak ali drugačen način prisotna v vsaki izdaji. Četudi gre za matično mladinsko organizacijo, ki je bila izdajatelj časopisa Tribuna, pa odnosa časopisa do ZSMS ne moremo zajeti v enoznačno smer. Poleg objav številnih sklepov, dokumentov in pisem s strani ZSMS je Tribuna proti delovanju te organizacije vseskozi nastopala izrazito kritično. Ob klasičnem gledanju pod prste mladinskim delegatom je ponavljala tudi dejstvo, da je organizacija le preslikava dominantnega družbenega sistema in tudi politične strukture, s tem pa terjala spremembe v samem načinu mladinske politične organizacije.
Poleg navedenega je treba omeniti tudi dejstvo, da Tribuna v tem času velikokrat poseže po objavi različnega erotičnega materiala, ki pa ga skoraj vedno na nek način politizira. »Država nas fuka. Jaz ne morem fukat. Kastrirana sem na marginalni rezervat, ki lahko samo masturbira« (iz zapisa Seksualnost in univerza, leto 1983).  Objavljajo tudi poezijo in številne druge nekonvencionalne zapise, a kljub temu kultura ter umetnost ne dobita veliko prostora. Preseneča tudi to, da se Tribuna poredkoma odziva na takratno alternativno kulturno dogajanje, ki v sredini osemdesetih že počasi prehaja v svoj vrhunec. V opravičilo tega ne gre šteti, da je Tribuna v prvi dekadi osemdesetih izrazit političen tisk, prej bi lahko rekli, da s precejšnjo izognitvijo obravnave popularne kulture in subkulturnih gibanj ohranja status elitnega levičarskega izobraževalnega časopisa, ki še ni v celoti prebil stereotipov o manjvrednosti množične kulture.

### Drugi polčas (1984–1990)
Idejna produkcija, ki je v prejšnjih letih iz Tribunih listov kar brstela, se v drugi polovici vse bolj umirja in privzema poteze kritičnega diskurza, ki dogajanje okoli sebe ne spremlja več toliko z analizo kot z izpostavljanjem nevralgičnih točk jugoslovanske politike. Sozvočno s tem, da se v Tribuni pojavlja vse manj teoretičnih prispevkov, v čedalje večji meri umanjka iskanje radikalne politične preobrazbe. Izginejo tudi razmišljanja o razrednem boju in ideji samoupravljanja. V letniku 1988/1989 navkljub številnim zdaj že zgodovinsko prelomnim dogajanjem na političnem in družbenem prizorišču Tribuna ne ponudi alternativne osmislitve stanja stvari, pač pa se (le) pridruži že vzpostavljeni demokratizaciji, ki ruši partijsko oblast. Sem sodijo tudi številna prikazovanja potapljajoče partijske barke, predvsem zadolženost in kriza političnega predstavništva, ki pa jih oblast v uradnih nagovorih še vztrajno omehčuje. V letih tik pred osamosvojitvijo se tako presenetljivo zmanjša število političnih tem, glavnino pa zajame kultura. A vendar v večini ne gre za kulturo, ki bi sledila nastavkom ljubljanske alternativne scene, marveč prej za kritično bogato tolmačenje gledališča, filma, arhitekture ali umetnosti nasploh. Sem in tja pa objavijo tudi kakšen aforizem ali poetični zapis.
Kljub preorientaciji diskurza, ki je od leta 1986 vse bolj očitna, Tribuna ohranja dobršno mero družbene senzibilnosti, kar se kaže zlasti v odpiranju pomembnih vprašanj, ki so bila v številnih demokratičnih gibanjih, predvsem pa nastajajočih strankah tistega časa prezrta. Sem bi vsekakor sodil problem nacionalizma, vprašanje o prihajajočem večstrankarskem sistemu, pomembna pa je tudi zaznava prvih konvertitov, ki so še dandanes v postsocialistični republiki Sloveniji pogost pojav. V tem času Tribuna nadaljuje z nekaterimi tematikami, ki jih je načela že prej, omeniti velja predvsem ekologijo, prav tako pa se loti prevpraševanja polpretekle zgodovine, saj začne objavljati članke o povojnih pobojih, zapiranju, objavlja razne zapise in dokumente.
Nemara kar največjo stalnost predstavlja prisotnost kritike mladinskega organiziranja v Jugoslaviji in razmišljanje o prestrukturiranju izobraževanja. V tem smislu Tribuna obdrži držo politizacije raznih socialnih problemov, s katerimi se srečujejo študentje in študentke, obenem pa tudi podpira alternativno obliko mladinskega organiziranja. Predvsem v letih 1985 in 1986 lahko v Tribuni zasledimo številna odlična razmišljanja o položaju (visokega) šolstva.
Kot poglavitno lastnost, s katero Tribuna zakoraka na pota kapitalizma in slovenske samostojnosti, velja izpostaviti paradoks, ki se izkaže v drugi polovici osemdesetih. Namreč bolj ko se rahljajo spone socialističnega režima in se dejansko v javnosti začnejo vidno vzpostavljati zahteve po demokratičnem delovanju, bolj slabi Tribunina zmožnost kritične refleksije situacije in vzpostavitve daljnosežnega pogleda. Medijski diskurz, ki ga je Tribuna v tem času proizvajala, je bil tako vselej odvisen od prevladujočega diskurza v družbi. V zgodnjih osemdesetih je spričo partijske ideološke trdoživosti tudi Tribuna producirala trdožive politične analize stanja, ob mehčanju oblastne ideologije pa se zmehča tudi njena idejna radikalnost.
Tribuna tudi v tem času nima nikakršne stalne oblike, saj je vezana na vsakokratno novo zasnovo, ki jo naredi pogosto menjajoče uredništvo. Tako se ne razlikuje le med letniki, marveč od številke do številke. Prav tako variira tudi periodika, ki sega vse od rednih štirinajstdnevnih ali tritedenskih izdaj do manj regularnih, celo mesečnih. Žanrov v klasičnem novinarskem smislu v Tribuni tudi v tem obdobju ni, edina stalna forma je intervju, mestoma pa se pojavi tudi objava kakšnih krajših novic.

## Tribuna v obdobju od 1991 do 1998

### V času slovenskega osamosvajanja (1991–1991)
V. d. glavnega urednika: Bojan Korenini.  V. d. odgovornega urednika: Branko Čakarmiš.
V tem obdobju je prevladovalo pokrivanje osamosvajanja Slovenije, poskus kritične analize le-tega, velik poudarek je bil na poročanju o politiki preostalega dela Jugoslavije, Sovjetske zveze, delno pa tudi Amerike in preostalega sveta v rubriki Globus. Velik del tedanje Tribune sta zajemala tudi poročanje o tipičnih študentskih tematikah (prehrana, postelje, dogajanje na posameznih fakultetah) ter kultura. Za nekaj satire in zabave je poskrbel fotolabor, precej prostora pa je bilo namenjenega ironizaciji in kritiki aktualnega političnega in univerzitetnega dogajanja. Zanimive so tudi same naslovnice, ki so izrazito politično obarvane, res pa je, da se njihova ostrina izgubi takoj na naslednji strani, kjer najdemo slike bolj ali manj oblečenih ameriških zvezdnic, izjemoma pa tudi zvezdnikov.
V času osamosvajanja za Tribuno torej niso značilni teoretski članki, ampak predvsem natančno analitično pokrivanje aktualnega političnega dogajanja, kar je še posebej vidno iz intervjujev in predstavitev političnih strank tako levega kot desnega polja. Vidni so sicer poskusi kritike, vendar le-ta ostaja relativno sistemska ter politično neopredeljena, saj v njej najdemo vse od intervjuja z Jelinčičem do anarho priročnika. Velik poudarek je tudi na pokrivanju študentske politike, pri čemer pa je poročanje o njej izrazito nekonfliktno in nereflektirano.
Tribuna je v tem obdobju plačljiva, vendar brez oziroma z minimalnim številom oglasov ter izhaja kot štirinajstdnevnik.
Naslovi nekaterih člankov: Duša Damjanovič SDS (nacionalna stranka Srbov v Sloveniji), JLA – Ljubljanski veleposestnik, Miloševič: Srbija med božičem in kriminalom, SZ: Zadnji odcep pred diktaturo, Hobotnica boljševizma ima lovke v Srbiji, Ustava zdaj!?, Crkavanje srbskega gospodarstva, Intervju z Alijem Izetbegovićem, Avtonomija medijev, Begunci, Razpad YU ekonomije, Čas cepljenja ...

### Obdobje iskanja (1991–1993)
V. d. glavnega urednika: Samo Amon, v. d. odgovornega urednika: Simon Bizjak
Uredniška politika in posledično struktura Tribune ostaneta precej podobni kot za časa Čakarmiša, ki ostane aktiven pisec. Še večji poudarek v tem obdobju z detektivkami in Hamfrijem dobi satira, še posebej politična, prav tako pa pride do obrata fokusa na študentske tematike, kjer pa Tribuna vse pogosteje postane zgolj promotor političnih kandidatov v študentski politiki. Vse opaznejši postaja tudi obrat proti zahodu, posledično pa se pojavi kar nekaj klasičnih konvencionalnih člankov tipa »Kje preživeti najdaljšo noč v letu«. Istočasno pa vse večji del Tribune zavzamejo ekonomske teme.
Naslovi nekaterih člankov: Retrospektiva slovenske prihodnosti – osamosvojitvena zgodba, Mirovna prizadevanja za Bližnji vzhod, Okrogla miza o socialno-ekonomskem položaju študentov, Vloga in položaj študentov na univerzi, Samski ali študentski dom, Nemške univerze, Sarajevski študentje - nikoli slabše ...

### Začetek konca (1993–1994)
Glavni in odgovorni urednik: Gorazd Drevenšek, uredniški odbor: Samo Resnik (novice iz sveta, lektura), Manica Ferenc (univerza, študij, izobraževanje), Nataša Novak (kultura in oblikovanje), Lara Lah (reportaže in gospodarstvo), Tina Miličev, Ksenja Perko (obe študentski informator), Primož Trobevšek (zabavne strani, ulična prodaja).
To obdobje predstavlja enega izmed glavnih obratov v uredniški politiki, saj se želja po vsebinski kvaliteti in kritičnosti spremeni v željo po populizmu in prodaji. S prihodom Gorazda Drevenška na mesto glavnega in odgovornega urednika, kar postane enojna funkcija, se Tribuna obrne v tržno smer, torej v intenzivno promocijo in pridobivanje financ prek oglaševanja. Posledično seveda izgubi svojo kvaliteto, na kar še dodatno vpliva izrazito močna zlizanost s študentsko politično oblastjo, ki pa se kmalu konča in preide v intenziven konflikt.
Drugače pa je glavni vsebinski cilj Tribune v tem obdobju pokrivanje študentskega dogajanja. Vse bolj postaja tudi nekakšen konvencionalen študentski časopis brez izrazite vsebinske uredniške politike, saj objavlja tudi intervjuje s Štuhecem in Jelinčičem ter postaja polna seksističnih prispevkov in komentarjev, kar je zanimivo tudi zaradi tega, ker v klasično moških uredništvih dela tudi vse več predstavnic ženskega spola.
Svoj obrat v desno ali popolno apolitičnost jim nekako uspe obrniti z aktivno podporo Metelkovi tako prek javnih pisem kot tudi prek spremljanja in poročanja o dogajanju, njihova povezanost s ŠOU pa se prav tako razrahlja, ko jim eno izmed številk zaplenijo, ali če povzamemo, vsebinska politika je vse prej kot jasna.

### Med teorijo in prakso (1994/1995)
Glavni in odgovorni urednik: Primož Zevnik
V tem času poskušajo Tribuno ustvarjati kot kombinacijo teoretske analize družbe in »praktičnega življenja povprečnega študenta«. To še najbolj opiše kar urednik sam v enem izmed svojih uvodnikov:
»Tribuna bolj in bolj postaja medij, ki dobiva na teži in je lepo sprejeta tudi pri študentih. Še vedno pa se poraja težnja, da bi  morala biti Tribuna medij v službi jezne in nezadovoljne mladeži, da bi morala producirati vedno znova in znova politično opcijo, se posvečati subkulturi in njenemu posebnemu mehanizmu. V tej številki uredništvo zopet ponuja študentsko problematiko, ki na dvanajstih straneh nosi preglede informacij, napotkov za študente, dogodkov iz same ŠOU in drugih koristnih informacij. Ostajamo pa še vedno na loku esejistke oziroma na loku globalnih problemov družbe kot največjega živega organizma. Ravno tu na tem področju iščemo svoje relevantno mesto, svojo opcijo, ki jo ponujamo, in kot se izkazujejo dragi bralci, tudi radi sprejemate. Ravno akademski model, ki ima večjo distanco, ravno ta model lahko profanizira tisto, kar se zdi vredno obsodbe. Ravno zadnji sklop je refleksija tistega, kar so slovenski teoretiki odkrivali v osemdesetih letih, publicistična realizacija postmodernizma, ki pa dobiva v tako realizirani jezi grozljive in do dovršenosti groteskne pomene. Družil nas je pluralizem in odprtost uredništva do novih sodelavcev. V teku drugega leta se bomo potrudili še bolj. Želimo pa si, da bi se naša zasnova Tribune ohranila in utrdila, saj je od tega odvisna zunanja podoba razmišljujoče študentske skupnosti, ki je upoštevanja vredna sila in tudi končna perspektiva vse družbe, mar ne?«
Poleg opisanega pa v tem obdobju objavljajo tudi veliko poezije in različnega umetniškega ustvarjanja, veliko je tudi ironizacije. Glavni fokus je torej na pokrivanju študentskega dogajanja in kulturi, manj pa je ostalega.
Naslovi in tematike nekaterih člankov: Analiza medijev, Mladi in subkulture, Rasizem, demokracija in napredek v Periklejevih Atenah ...

### V umiranju (1996)
Glavni in odgovorni urednik: David Ipavec; uredniki tematik: Božo Benedejčič (študent), Karla Železnik (kultura), Aleš Vovk (obveščevalec), Manca Mirnik (torišče), Polona Dragaš (dolgočasnež).
Kot je vidno iz enega izmed uvodnikov in iz pregleda teh številk, so tematski sklopi: Študent (študentska problematika), Kultura, Obveščevalec (dozdajšnji Informator), Torišče (osebna
razmišljanja, družbeni pogledi ...) in Dolgočasnež (razvedrilo). Neke jasne politične vsebinske zasnove torej ni, cilj Tribune je zgolj, kot v enem izmed uvodnikov reče urednik, da je namenjena študentom, ter da je v njej veliko prijetnega in zanimivega. Tribuna v tem času predstavlja samo še PR ŠOU in podporo aktualni študentski oblasti, kar se vidi tudi v tem, da iz več kot 60 strani preide na 16, pri čemer je od tega več kot polovica namenjena promociji študentske organizacije. Pa vendar da nismo preveč kruti do takratnega uredništva, tudi urednik sam je v enem izmed uvodnikov namignil na izrazite pritiske študentske politike, ki je verjetno en izmed glavni krivcev za njen bolj ali manj počasen propad.

### Kritika brez podpore (1998)
Urejuje in odgovarja Danijel Vončina.
Jasnega odgovora, zakaj je Tribuna nehala izhajati, ni. Lahko le sklepamo. V zadnji številki, oziroma kar v zadnjih štirih, se tribunaši namreč trudijo vzpostaviti kritično pisanje o ŠOU in drugih političnih temah, vendar hkrati izdajajo časopis, ki vsebinsko ni dovolj močan, da bi imel širšo podporo in bi se lahko uprl pričakovanim napadom tistih, ki jih je kritiziral. Zmanjkalo je denarja in politične volje in posledično je Tribuna za 11 let utihnila.
Naslovi in tematike nekaterih člankov: Uradi za uradovanje uradnikov Vlade Republike Slovenije, Univerzitetniki v nesorazmerju, Tito iz Novega mesta, Hrvaška država proti študentom, Analiza in preventiva državnih uradnikov, Partizan in domobranec iz oči v oči, Študiranje in politiziranje, Zabava in prebava, Boj dobrega proti zlemu v sliki in besedi, Konoplja na prodajnih policah, Borut Veselko na dieti ...

## Posebna izdaja Tribune v letu 2006
Glede na to, da je številka popolnoma tematsko specifična, uredniškega odbora ni bilo, med pisci in piskami pa se pojavljajo Goran Lukič, Sanja Brus, Bojan Kurež, Tatslana Khoma in Tomo Juvan.
Maja 2006 je izšla posebna promocijska številka Tribune, ki jo je ŠOU v Ljubljani uporabil kot odziv na poskus spremembe Zakona o visokem šolstvu. V njej najdemo opis pogajanj med ŠOS in takratno vlado, analizo spornih točk predlaganega zakona, intervju s predsednikom ŠOS, študentske novice iz Belorusije, članek o bolonjski reformi, pregled šolnin po različnih državah ter nekaj o socialnem položaju študentov.

## Tribuna v obdobju od 2009 do 2015
Urejujejo Anej Korsika, Robert Bobnič, Aleš Guid, Tanja Peček, Jurij Smrke, Aljaž Vindiš, Nejc Prah, Aljaž Košir, Miha Erjavec, Klemen Ilovar, Alen Kirn, Jasmina Šepetavc, Lana Durjava, Biba Košmerl, Izidor Barši, Simon Belak.
Kot mesečnik so uredniki poskušali uravnotežiti odzivanje na aktualno dogajanje in poglobljene teoretske analize trenutne družbene situacije. Obujali so glas kritičnih študentov tako prek pisne in likovne analize dogajanja v družbi kot tudi prek sprožanja uporniških akcij. Ukvarjali so se z eksistencialnimi in eksistenčnimi vprašanji študentov, kvaliteto študija, aktualnopolitičnim dogajanjem, teoretskimi analizami, refleksijo družbe in lastnega položaja v njej. Precej prostora je bilo namenjeno tistim, ki so aktivni v alternativnih družbenih gibanjih. Ena izmed izrazito aktivistično usmerjenih rubrik je bila Tribunal, kjer so skušali v vsaki številki najti glavnega krivca za določen aktualni problem. Primer Tribunala, ki je doživel največji odziv, je obtožba Sazasa, ki so mu dodali izdelavo anti Sazas značk, v sodelovanju s študenti iz Kluba vrhniških študentov. Uredniška politika je bila v tem obdobju torej relativno jasna, gre za izrazito levo in socialno usmerjen časopis, ki je hkrati eden izmed glavnih kritikov dogajanja na politični levici.
Tribuna je izhajala brezplačno, pod licenco Creative Commons BY-NC-ND 2.5. Zaradi pomanjkanja sredstev je v zadnjih letih izhajala redkeje in neredno, več je bilo zgolj spletnih izdaj. To je sodelavce Tribune hkrati prisililo v sodelovanje z drugimi ustanovami, npr. Kinom Šiška in Galerijo Kapelica.
Februarja 2015 je uredništvo pripravilo razstavo v Moderni galeriji z naslovom Tribuna: lep časopis (2009–2015) na kateri so predstavili delovanje časopisa v zadnjih letih.
Februarja 2015 je bil odprt razpis za novega odgovornega urednika Tribune, na katerega sta se prijavila dva kandidata. Programski svet je za novo urednico izglasoval Ano Pavlič, kljub temu da so jo pretekli sodelavci Tribune enoglasno zavrnili in podprli drugega kandidata, Aleša Mendiževca. Kot posledico tega so napisali več javnih pisem v katerih so zahtevali odstop nove urednice in ponoven razpis. Dobili so podporo različnih medijev.

### "Gverilska" 3buna maja 2015
Obstoječi sodelavci Tribune, ki niso želeli sodelovati z Ano Pavlič, so maja 2015 brez podpore ustanovitelja ŠOU v Ljubljani izdali elektronsko izdajo na temo Šouvinizem. Zaradi ločevanja med uradno in neuradno Tribuno so začeli uporabljati ime 3buna.